# 金紹庭
金紹庭（?—?），山東省濟南府歷城縣人，清朝政治人物、同進士出身。金寿萱之子。
光緒三年（1877年），参加丁丑科殿試，登進士三甲第85名。同年五月，經吏部掣簽，授即用知縣。